# Бабін (озеро)

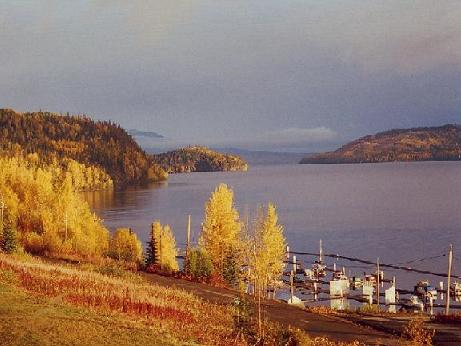
Озеро Бабін восени

Бабін (англ. Babine Lake) — озеро в провінції Британська Колумбія (Канада).

## Географія
Одне з великих озер Канади — площа водної поверхні 479 км², загальна площа — 495 квадратних кілометрів, третє за величиною озеро в провінції Британська Колумбія. Лежить в центральній частині провінції, на північний схід від міста Бернс-Лейк. Висота над рівнем моря 711 метрів. Льодостав з грудня по травень.
Озеро має дуже витягнуту форму — довжина 177 км, ширина від 2 до 10 км і є найдовшим природним озером Британської Колумбії. Стік з озера на північний захід по річці Бабін, що є притокою річки Скіна. Озеро оточують три провінційних парки — Бабін-Лейк-Марін, Топлей-Лендін, Ред-Блуф. На західному березі озера розташоване невелике селище Гранайл (364 жителі у 2006 році), у минулому гірницьке селище, засноване у 1965 році компанією Granby Mining Co Ltd для своїх робітників.

## Економіка
Основою економіки району в 60 — 80 роках XX століття були два мідних рудники, які забезпечували роботою місцевих жителів. 1965 року Granby Mining Co Ltd побудувала рудник Гранайл на острові Макдональд і почала видобуток міді відкритим способом (нині це частина острова Стерретт, оскільки відвали порожньої породи зв'язали 2 острови). 1972 року компанія NORANDA INC відкрила рудник Bell Mine на півострові Ньюман. До 1992 обидва рудники були закриті і відтоді туризм став провідною галуззю економіки. Річка Бабін, яка витікає з озера — одна з всесвітньо відомих лососевих річок, також дуже популярна серед байдарочників та любителів рафтингу. Для підтримки чисельності лосося в системі річки Скина біля Гранайла діють риборозплідники.